# Любовная песня Дж. Альфреда Пруфрока
«Любовная песнь Дж. Альфреда Пруфрока» (тж. «Песни любви Дж. Элфрида Пруфрока») — первое из официально опубликованных стихотворений американо-британского поэта Т. С. Элиота; одно из наиболее известных и узнаваемых стихотворений автора. 
Элиот начал работу над стихотворением в феврале 1910, а первая публикация состоялась в 1915 в журнале «Poetry: A Magazine of Verse» по инициативе Э.Паунда. Стихотворение вошло в отдельно изданный в 1917 году цикл из двенадцати произведений «Пруфрок и другие наблюдения». В момент публикации стихотворение показалось читателям «несуразным», однако позже стало считаться флагманским в культурном повороте от романтизма и георгианства конца 19 века к модернизму.
Пруфрок жалуется на физическую и интеллектуальную скованность, утрату возможностей, нехватку духовности в жизни и преследующие его воспоминания об отвергнутых плотских любовных притязаниях. Отражение глубоких чувств сожаления, смятения, страсти, демаскулинизации, сексуальной фрустрации и упадка, а также усталости и страха приближения смерти, сделало стихотворение «Любовная песнь Дж. Альфреда Пруфрока» одним из наиболее заметных в модернистской литературе.
В стихотворении прослеживается сильное влияние Данте Алигьери и есть несколько отсылок к Библии и ряду литературных произведений, в том числе пьесам «Генрих IV, часть 2», «Двенадцатая ночь» и «Гамлет» У.Шекспира, произведениям поэта 17 века Эндрю Марвелла и французских символистов 19 века.
Элиот описывает мысли и чувства Пруфрока в модернистской технике «поток сознания». Стихотворение, кажущееся «драмой истинной душевной боли», представляет собой внутренний монолог городского жителя, страдающего от изоляции и неспособности действовать смело и открыто, — монолог, «отражающий фрустрацию и беспомощность современного человека» и «выражающий скрытые желания и современную разочарованность».

## Создание и первая публикация
Работа над произведением шла с февраля 1910 по август 1911. По приезде в Англию Элиот был представлен поэту Эзру Паунду, и тот вскоре стал считать его «заслуживающим внимания» и помог начать поэтическую карьеру. Он способствовал первой публикации «Любовной песни Дж. Альфреда Пруфрока», провозглашая Элиота и его стихи новым и уникальным феноменом современной литературы. Паунд заявлял, что Элиот «по сути сам выучился И модернизировался — САМОСТОЯТЕЛЬНО. А остальные подающие надежды новички делали либо одно, либо другое, но не то и другое».
Первая публикация «Любовной песни Дж. Альфреда Пруфрока», состоялась в 1915 году, в июньском выпуске журнала «Poetry: A Magazine of Verse», в котором Паунд работал редактором.
В ноябре 1915 «Любовная песнь Дж. Альфреда Пруфрока», вошла в изданную в Лондоне под редакцией Паунда «Католическую Антологию» 1914—1915. В июне 1917 небольшая издательская компания «The Egoist» напечатала сборник из двенадцати стихотворений Элиота под названием «Пруфрок и другие наблюдения», и первым в нем была «Любовная песнь Дж. Альфреда Пруфрока».
В июне 1917 о стихотворении пренебрежительно написали в лондонском еженедельном литературном ревью «The Times Literary Supplement»: «Тот факт, что все эти вещи случилось в голове Элиота имеет очень невеликую важность для других, да и для него самого. Они не имеют ничего общего с поэзией».

## Название
Поначалу Элиот хотел дать стихотворению подзаголовок «Пруфрок среди женщин», но отказался от этой идеи еще до публикации и назвал его «Любовной песней» по аналогии с произведением Д. Р. Киплинга «Любовная песнь Хар Диал» (1888). Однако история появления имени Пруфрок неясна, а Элиот говорил только, что он и сам не знает точно, почему выбрал его. Исследователи и Элиот отмечали в Пруфроке автобиографичные черты. Во время работы над «Любовной песней Дж. Альфреда Пруфрока» автор имел обычай писать свое имя как «Т.Стернз Элиот», что очень схоже по форме с «Дж. Альфред Пруфрок». Можно предположить, что Элиот запомнил имя Пруфрок в годы своей юности в Сент-Луиси (Миссури), где был большой мебельный магазин «Пруфрок-Литтон Кампани». В 1950 Элиот писал: «Я не помнил, когда писал это стихотворение, и до сих пор не помню, откуда узнал это имя, но, думаю, где-то я его встречал, и это стерлось из памяти».

## Цитаты, отсылки и метафоры
Как и в других своих произведениях, в «Любовной песни Дж. Альфреда Пруфрока» Элиот использует множество символичных отсылок к другим произведениям.
В целом автор прибегает к образам, показывающим личность Пруфрока — стареющего, деградирующего, слабого и очень печалящегося по этому поводу.
«И меж всех трудов и дней момент пребудет…» (строка 29) — отсылка к названию поэмы «Труды и дни» древнегреческого поэта Гесиода.
«Стихающий порыв» (в оригинале «Dying fall») — отсылка к пьесе «Двенадцатая ночь» У.Шекспира .
«Я видел свою голову на блюде, я не пророк…» — отсылка к истории Иоанна Крестителя — пророка, которому по приказу царя Ирода, удовлетворяющего просьбу своей жены, отрубили голову и вынесли к гостям на блюде (Матф.14:1-11, пьеса О.Уайлда «Саломея»).
В строках «Скатать Вселенную в клубок» и «И воистину, что будет ещё время» слышны отголоски стихотворения Марвелла «К стыдливой возлюбленной».
Слова «Я — Лазарь, я восстал из ада» — отсылка к библейской истории воскрешения Лазаря.
В том, как Пруфрок себя описывает («Расчётливый, внимательный, удобный», «Шейный мой платок, роскошный и простой,/Но заколотый единственный иглой,/Прижимает воротник высокий к шее…» — в пер. Орловой Ю.), исследователи отмечают отсылку к описанию Охсфордского клерка в «Кентерберийских рассказах» Дж. Чосера.
Фраза «Будет час терять и будет час беречь» является аллюзией к Книге Екклесиаста.